# فربيون ظاهر الثمار
فربيون ظاهر الثمار (الاسم العلمي: Euphorbia promecocarpa) هو نوع نباتي يتبع جنس الفربيون من الفصيلة اللبنية.